# Stijn Coninx
Pour les articles homonymes, voir Coninx (homonymie).
Stijn Coninx [stɛi̯n ˈkoːnɪŋks] (né à Neerpelt le 21 février 1957) est un réalisateur et scénariste belge flamand.

## Biographie
Il est vice-président du Conseil d'administration de la Cinémathèque royale de Belgique et donc du musée du cinéma de Bruxelles.

## Filmographie
- 1987 : Hector
- 1990 : Koko Flanel, coréalisé avec Jef Van de Water
- 1992 : Daens
- 1998 : Licht
- 2003 : Au-delà de la lune (Verder dan de maan)
- 2004 : Self Portrait, court-métrage du film Visions of Europe
- 2007 : To Walk Again
- 2009 : Sœur Sourire
- 2013 : Marina
- 2018 : Ne tirez pas (Niet schieten)

## Distinctions

### Récompenses
- Festival international du film de Valladolid 2013 : prix du jury étudiant pour Marina
- Festival du film de Cabourg 2014 : Prix de la jeunesse pour Marina
- Ensors 2014 : meilleur film, meilleur réalisateur et meilleur scénario pour Marina
- Magritte 2015 : meilleur film flamand en coproduction pour Marina

### Autre
Le roi Albert II l'a nommé baron en 1993[réf. nécessaire].